# Ángel Peinado Leal
Ángel Peinado Leal (Madrid, 4 de febrer de 1908-El Pardo, 10 de març de 1939) va ser un polític i sindicalista espanyol.

## Biografia
Nascut en 1908, en la seva joventut va treballar com a repartidor de periòdics. Membre de la UGT, va ingressar en l'Agrupació Socialista de Madrid en 1931. Va treballar per al diari El Socialista, en la secció de tancament. Va ser també fundador i president del Grup sindical socialista de tancadors de premsa.
Després de l'esclat de la Guerra civil es va unir a les forces lleials a la República. L'abril del 1937, amb la constitució d'una nova corporació municipal —sota la direcció de Rafael Henche—, va ser nomenat regidor de l'Ajuntament de Madrid en representació de la UGT. Durant la contesa seria nomenat comissari polític de la 7a Brigada Mixta, destinada en el Front de Madrid. També exerciria el càrrec de comissari d'Impremta i Tallers del Ministeri de Defensa.
Al març de 1939 va donar suport al cop d'estat liderat pel coronel Segismundo Casado. Peinado seria detingut en l'anomenada Posició Jaca per efectius comunistes de la 300a Divisió de Guerrillers al costat de tres coronels d'Estat Major —Joaquín Otero Ferrer, José Pérez Gazzolo i Arnoldo Fernández Urbano—, i posteriorment traslladat a El Pardo, on va ser afusellat. Poc després del triomf del cop de Casado el cos d'Ángel Peinado va ser trobat a l'interior una fossa comuna.